# Delomerista frigida
Delomerista frigida är en stekelart som beskrevs av Dmitriy R. Kasparyan 1977. Delomerista frigida ingår i släktet Delomerista och familjen brokparasitsteklar. Arten är reproducerande i Sverige. Inga underarter finns listade i Catalogue of Life.